# Johan Åström (ishockeyspelare)
Johan Åström, född 10 maj 1973 i Boden, är en svensk före detta professionell ishockeyspelare (forward).